# Thomas Newman
Thomas Montgomery Newman, född 20 oktober 1955 i Los Angeles, Kalifornien, är en amerikansk filmkompositör.
Hans musik tycks ibland leva ett eget liv, som exempel skriver regissören till Hitta Nemo på det utgivna soundtracket att Newmans musik i den filmen fungerar som en tredje huvudkaraktär.[källa behövs] Förutom Hitta Nemo har han även skrivit musiken till filmer som Wall-E, American Beauty, Road to Perdition, Mannen som kunde tala med hästar och ledmotiven till tv-serien Six Feet Under och mini-serien Angels in America.
Newman har Oscarsnominerats 15 gånger men har aldrig vunnit. Han är son till kompositören Alfred Newman och brodern David Newman är även han kompositör. 

## Filmografi (i urval)
- 1984 – Nördarna kommer!
- 1985 – Susan, var är du?
- 1985 – Girls Just Want to Have Fun
- 1985 – En kille i rött
- 1985 – Snilleskolan
- 1986 – Gung Ho
- 1986 – Jumpin' Jack Flash
- 1987 – The Lost Boys
- 1987 – Noll att förlora
- 1988 – Vrålet från vildmarken
- 1989 – Maffiaprinsessan
- 1990 – Livet går vidare
- 1990 – Roxy
- 1991 – Tills döden skiljer oss åt
- 1991 – Stekta gröna tomater på Whistle Stop Café
- 1992 – Spelaren
- 1992 – En kvinnas doft
- 1994 – Trekant
- 1994 – Ett farligt förslag
- 1994 – Nyckeln till frihet
- 1994 – I krigets skugga
- 1994 – Unga kvinnor
- 1995 – Hur man gör ett amerikanskt lapptäcke
- 1996 – Tid att älska
- 1996 – Fenomen
- 1996 – Larry Flynt - skandalernas man
- 1997 – Mad City
- 1997 – Röd makt
- 1998 – Mannen som kunde tala med hästar
- 1998 – Möt Joe Black
- 1999 – American Beauty
- 1999 – Den gröna milen
- 2000 – Erin Brockovich
- 2000 – Skicka vidare
- 2001 – In the Bedroom
- 2002 – The Salton Sea
- 2002 – Road to Perdition
- 2002 – Vit oleander
- 2003 – Angels in America (TV-serie)
- 2003 – Hitta Nemo
- 2005 – Six Feet Under (TV-serie) (ledmotivet)
- 2004 – Lemony Snickets berättelse om syskonen Baudelaires olycksaliga liv
- 2005 – Cinderella Man
- 2006 – Jarhead
- 2006 – Little Children
- 2006 – The Good German
- 2008 – WALL-E
- 2008 – Revolutionary Road
- 2009 – Brothers
- 2011 – The Adjustment Bureau
- 2011 – Niceville
- 2012 – The Newsroom (TV-serie)
- 2012 – Skyfall
- 2013 – Saving Mr. Banks
- 2014 – The Judge
- 2015 – Spectre
- 2015 – Spionernas bro
- 2016 – Hitta Doris
- 2016 – Passengers
- 2019 – Tolkien
- 2019 – 1917
- 2022 – A Man Called Otto
- 2023 – Elementärt
- 2023 – White Bird: A Wonder Story